# Max Wolf
Maximilian Franz Joseph Cornelius Wolf (Heidelberg, 21. lipnja 1863. – Heidelberg, 3. listopada 1932.), njemački astronom i pionir astrofotografije. 

## Životopis
Obnašao je uloge voditelja odsjeka astronomije na Sveučilištu u Heidelbergu te direktora opservatorija Heidelberg-Königstuhl. Zaslužan je za otkriće 228 asteroida.
Među kojima su i 946 Poësia, 845 Naëma,898_Hildegard te 873 Mechtild.